# Finnenbahn

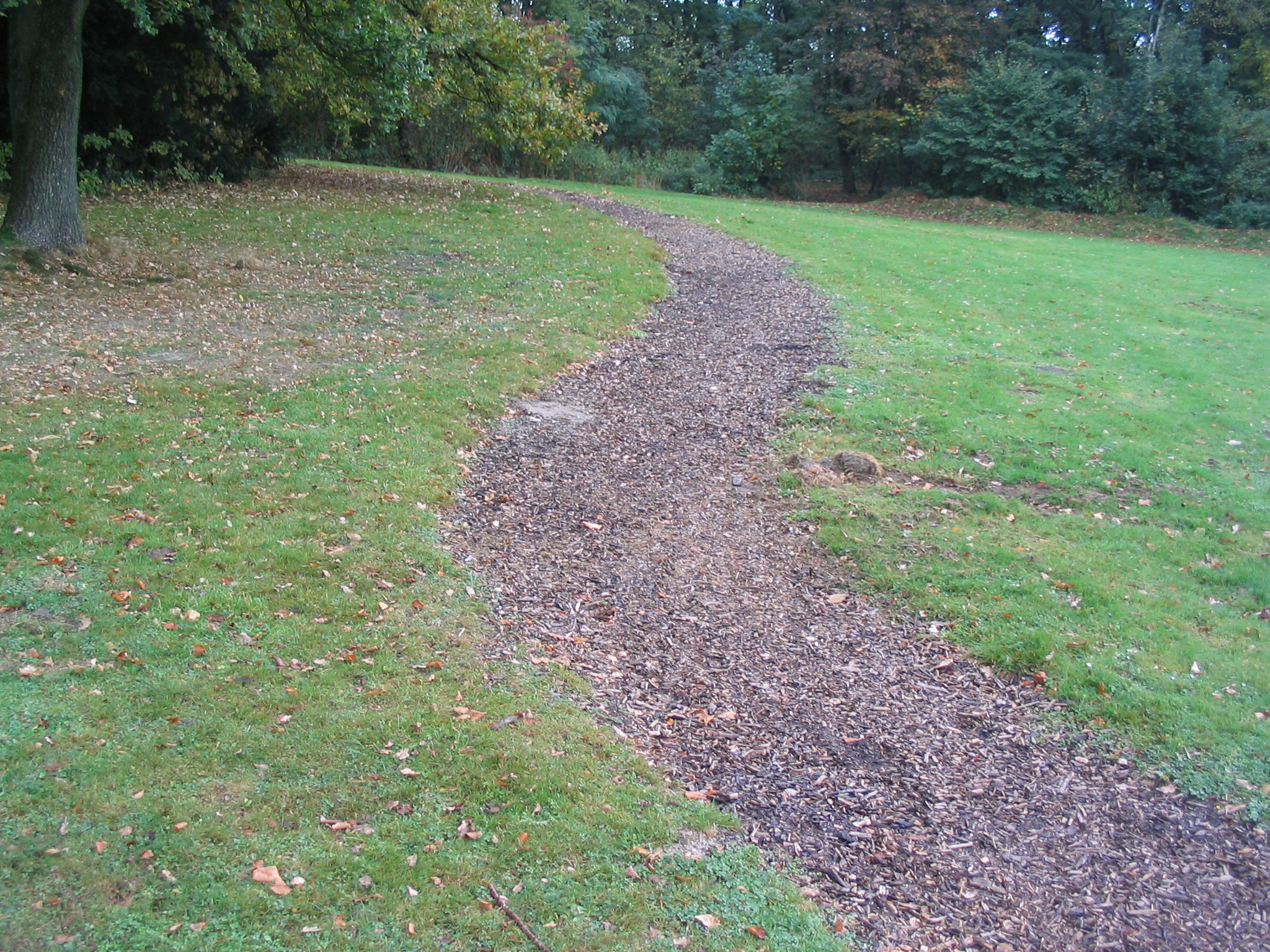
Finnenbahn im Wittener Park

Eine Finnenbahn oder Finnbahn ist eine speziell angelegte Strecke, die zum Crosslauftraining sowie für Jogger gedacht ist und auch von Radfahrern genutzt wird. Die Besonderheit der Finnenbahn ist der besonders weiche, etwa zehn Zentimeter dicke Bodenbelag aus Sägemehl, Sägespänen, Holzschnitzeln, Baumrinden oder Rindenmulch, der über einer Drainageschicht aus Sand, Kies oder Schotter angebracht ist. Durch den weichen Belag werden die Auftritte beim Laufen abgefedert und die Gelenke geschont. Meist sind die Bahnen als Rundstrecke angelegt. Betreiber schätzen Finnenbahnen, weil sie einfach und günstig in der Anlage und der Wartung sind.

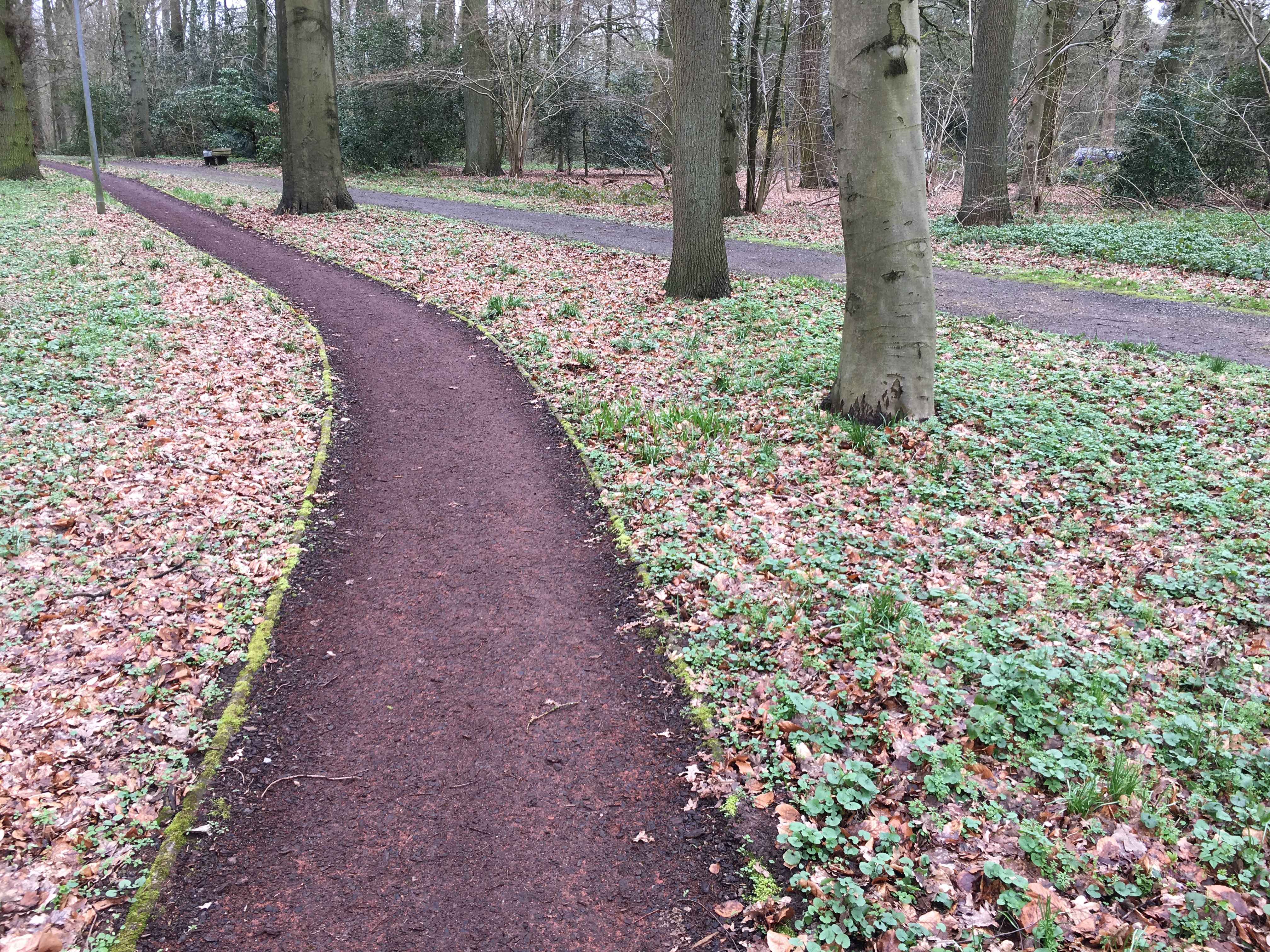
Finnbahn (links) neben einem normalen Parkweg.

## Geschichte
Finnische Läufer entwickelten diese Art der Bahn zum Ausdauertraining und als eine gelenkschonende Alternative zur Tartanbahn. In Finnland heißt sie pururata (finnisch, „Spanbahn“) oder sågspånsbana (schwedisch, „Sägespanbahn“). Sie ist typischerweise beleuchtet, und im Winter werden auf der Bahn oft Loipen für den Skilanglauf gelegt. Fahrzeuge, einschließlich Fahrräder, dürfen sie nicht benutzen.